# Nevșa, Varna
Nevșa (în bulgară Невша) este un sat în comuna Vetrino, regiunea Varna,  Bulgaria. 

## Demografie
Componența etnică a satului Nevșa
     Nicio identificare (10,17%)
     Bulgari (75,84%)
     Turci (1,79%)
     Romi (10,97%)
     Altele (1,19%)
La recensământul din 2011, populația satului Nevșa era de 501 locuitori. Din punct de vedere etnic, majoritatea locuitorilor (75,84%) erau bulgari, existând și minorități de romi (10,97%) și turci (1,79%). Pentru 10,17% din locuitori nu este cunoscută apartenența etnică.